# Малайски тигър
Малайският тигър (Panthera tigris jacksoni) е подвид на тигъра, разпространен в Малайзия. Обособен е като отделен подвид през 2004 г. Според последните преброявания има около 600 – 800 малайски тигри в дивата природа, което е най-голямата популация тигри, различни от бенгалските и индокитайските. Въпреки това, все още е застрашен вид.
Малайският тигър е най-малкият съществуващ подвид на тигъра. Теглото на мъжките тигри е от 100 до 140 kg, а на женските от 90 до 110 kg. Дължината на мъжките е от 190 до 280 cm от главата до опашката, а на тигриците от 180 до 260 cm. Височината им варира за мъжките от 61 до 114 см, а за женските от 58 до 104 см.
Малайските тигри ловуват индийски елени, мунтжаки (лаещи елени), диви свине и други животни. Тигрите в джунглата Таман Негара нападат също и малайски мечки (бируанг). По всяка вероятност се хранят и с гаури и тапири. Малайският тигър е изобразен в герба на Малайзия, символизиращ правителството и се използва в различни гербове на малайзийски институции като Майбанк, Пртон и ФАМ. Той символизира смелостта и силата на малайзийците.